# 피직스 월드
《피직스 월드》(영어: Physics World) 직역하자면 물리학의 세계는 세계에서 가장 큰 물리학 학회 중 하나인 영국 물리학회에서 발간하는 회원 잡지이다. 해당 잡지는 매월 국제적으로 발행되며, 이론적이고 실용적인 물리학의 모든 측면에 초점을 맞추고 있다. 전 세계의 연구, 산업, 교육에 관여하는 물리학자들을 대상으로 한다.